# Lake McMurray
Lake McMurray je obec v okrese Skagit v americkém státě Washington, ve které žilo roku 2010 192 obyvatel. Obec patří do metropolitní oblasti Mount Vernon-Anacortes a podle důchodu na hlavu se jedná o 43. nejbohatší ve státě.
19 % z celkové rozlohy obce tvoří vodní plocha. Ze 192 obyvatel, kteří zde žili roku 2010, tvořili 88 % běloši a 5 % Asiaté. 11 % obyvatel bylo hispánského původu. Obec patří do školního obvodu Conway. Prochází jí dvě důležité silnice - Washington State Route 9 a Washington State Route 534. Nedaleko se nachází také mezistátní dálnice Interstate 5.
Obec byla naplánována roku 1890 Dr. Marcusem Kenyonem v do té doby nedotčeném lese. Nedaleko se nacházela důležitá železnice Seattle & Lake Shore Railway a pilařský závod Atlas, který zpracovával obrovské borovice a cedry, které v okolních lesích rostly. Pila společně se železnicí urychlila růst obce, které se roku 1910 začlenilo jako město. Na svém vrcholu dosáhla populace obce sotva 400 obyvatel, přestože zdejší podniky a pila nabízely pracovní místa. Roku 1923 zdejší občané zvolili zrušení začlenění obce, jelikož se jim nedařilo platit daně na provoz města poté, co byla pila zavřena. Železnice, která byla v té době vlečkou patřící k Northern Pacific Railroad, byla vytrhána roku 1973. Obec je od té doby tichou komunitou v malebném prostředí okolo jezera, které proslulo mezi rybáři svými pstruhy a okouny.